# Liste der Naturdenkmale im Gutsbezirk Spessart
Die Liste der Naturdenkmale im Gutsbezirk Spessart nennt die im gemeindefreien Gutsbezirk Spessart im Main-Kinzig-Kreis gelegenen Naturdenkmale.
| Bild | Bezeichnung               | Ortsteil, Lage                           | Beschreibung | Art | Nr.    |
| ---- | ------------------------- | ---------------------------------------- | ------------ | --- | ------ |
| BW   | Eichen bei der Sulzenbank | Spessart 50° 12′ 26,4″ N, 9° 26′ 55,3″ O |              |     | 435039 |
| BW   | Linde                     | Spessart 50° 15′ 44,9″ N, 9° 23′ 43,3″ O |              |     | 435112 |
| BW   | Bildeiche                 | Spessart 50° 14′ 51″ N, 9° 24′ 9,3″ O    |              |     | 435113 |

## Belege
1. ↑  
Naturdenkmale im Main-Kinzig-Kreis. (PDF; 74 kB) Umweltbericht MKK. Main-Kinzig-Kreis, August 2015, archiviert vom Original (nicht mehr online verfügbar) am 24. Januar 2016; abgerufen am 22. Januar 2016.

- Karte mit allen Koordinaten:
- OSM |
- WikiMap